# Arnold Jackson
Arnold Nugent Strode Strode-Jackson, né le 5 avril 1891 - mort le 13 novembre 1972, est un athlète britannique, spécialiste du demi-fond, officier général de la British Army. Il est devenu citoyen américain en 1945.
Il remporte la médaille d'or lors des Jeux de 1912 sur 1 500 m dans ce qui a été considéré, à l'époque, comme la « plus grande course jamais courue ». Il a été le plus jeune général de l'armée de terre britannique.
Né sous le nom d’Arnold Nugent Strode Jackson à Addlestone, Surrey, il a changé son nom en Strode-Jackson le 31 mars 1919.

## Palmarès
| Date | Compétition     | Lieu      | Résultat | Épreuve | Temps  |
| ---- | --------------- | --------- | -------- | ------- | ------ |
| 1912 | Jeux olympiques | Stockholm | 1er      | 1 500 m | 3:56.8 |